# Anthometra plumularia
Anthometra plumularia är en fjärilsart som beskrevs av Jean Baptiste Boisduval 1840. Anthometra plumularia ingår i släktet Anthometra och familjen mätare. Inga underarter finns listade i Catalogue of Life.